# 小嶺忠敏
小嶺 忠敏（こみね ただとし、1945年6月24日 - 2022年1月7日）は、日本の元高校教員、サッカー選手、サッカー指導者（JFA 公認S級コーチ）。一般社団法人長崎県サッカー協会会長、長崎総合科学大学特任教授。

## 来歴・人物
長崎県南高来郡堂崎村（後の有家町、現在の南島原市）出身。父親は生前に太平洋戦争で戦死したため母子家庭（7人兄弟）で育ち、一家は農業で生計を立てていた。中学（堂崎中学）時代はバレーボール部に所属。長崎県立島原商業高校入学後よりサッカー部に所属し、3年時には主将を務め、九州選抜チームにも選出された。
高校卒業後は家庭事情から就職する予定であったが大阪商業大学からのスカウトもあり同大学に進学してサッカー部に所属。関西学生サッカーリーグ3部だったチームを大学3年時に1部へ引き上げる原動力となった。
サッカー部を持つ企業へ大卒後の就職が内定していたが、母校の長崎県立島原商業高校時代のコーチから誘いを受けて教員を目指し、長崎県の教員採用試験に合格して地方公務員となった。
1968年より長崎県立島原商業高校へ赴任し、商業科教諭およびサッカー部監督に就任。部員13人からサッカーの指導をスタートさせ、当時の九州サッカーは全国大会で1回戦さえ突破するのが難しい時代であったが、1977年インターハイで長崎県勢として初優勝した。
1984年、長崎県立国見高校に社会科教諭として赴任し、サッカー部を全国高校サッカー選手権で戦後最多タイの6度の優勝に導く。公立校である国見高校でチームを強化する策として、自らマイクロバスを運転し選手たちと共に全国の強豪校のもとに出向いて試合を組んでもらい強化する策を実行した。1980年代はまだ高速道路網が未発達でもあり、当初は学校側から「長距離移動中に事故が起きたらどうするのか」と反対されていたが、全国制覇と言う結果を出すことで周囲の理解を得ていった。
1996年には、JFA 公認S級コーチ（S級ライセンス）も取得。90年代以後もサッカー部員は丸坊主にする事を義務付けていた。
長崎県の公立高校教員には、離島の学校に一度は赴任しなくてはならない規定があるが、教育委員会が小嶺の県外流出を恐れ、特例として離島に赴任させず、その後も教頭（1997-1999年度）・校長（2000-2005年度）を歴任した。なお、校長就任に伴って全国高等学校体育連盟の規定により監督を退いたが、監督はサッカー経験・指導歴のない教諭が就任したため、「総監督」として実質的な指揮をとった。2006年3月に国見高を定年退職（総監督職は、2007年1月9日まで継続）。
定年退職後は一般社団法人長崎県サッカー協会の会長（2004年6月10日就任）、長崎県教育委員会参与、特定非営利活動法人「V・ファーレン長崎スポーツコミュニティ」理事長（2006年5月27日付で副理事長から昇格）なども務めている（後の参院選立候補に伴い、一部役職は辞任した）。

### 参議院選挙立候補以降
2007年1月10日、防衛大臣（当時）の久間章生の推薦により、夏の第21回参議院議員通常選挙の長崎県選挙区より自民党公認で立候補を表明（7月10日に公明党も推薦）。それに先立ち、1月9日付で国見高の総監督 、長崎県教育委員会参与の役職を辞任した。4月、後任の監督（「総監督」のポストは廃止）として、島原商業時代の教え子で元熊本国府高監督の瀧上知巳（2006年度にJFA 公認S級コーチ取得）が就任。
知名度の高さから有利と予想された一方、年金記録問題や久間による「原爆投下はしょうがない」発言報道騒動などが起こった。久間は自身が応援に入ることで発言が蒸し返されることを懸念し、長崎県に入らなかったという。
同年7月の参議院選挙では331,147票を獲得したものの、352,953票を獲得した民主党公認の大久保潔重に敗れた。なお、選挙中のキャッチフレーズは「生涯チャレンジ」であった。
2007年11月、長崎総合科学大学総合情報学部総合情報学科教授に就任。2008年より同大学および長崎総合科学大学附属高等学校のサッカー部総監督に就任。2011年1月から同附属高校サッカー部の指導も開始する。2015年9月から同大学サッカー部総監督および同附属高校サッカー部監督に就任した。
2017年3月、前月より続いているV・ファーレン長崎の経営問題の収拾を図る目的で、同チームのアカデミー部門を担当する「一般社団法人V.V.NAGASAKIスポーツクラブ」の代表理事に就任した。
2022年1月7日4時24分、肝不全のため、入院先の長崎県内の病院で死去。76歳没。亡くなる数年前から肝臓などの内臓を患い闘病を続けており、2021年12月18日に行われたプリンスリーグ九州参入戦の対鵬翔高校戦ではベンチに座ったものの、コーチの肩を借りなければ移動もできない状態だった。これが公式戦を指揮した最後の試合となり、その10日後に開幕した第100回全国高校サッカー選手権では初戦から体調不良でベンチ入りできず、大会期間中の死去となった。大会の準決勝と決勝では、試合開始前に小嶺の功績を讃えて黙祷が行われた。日本国政府は死没日付をもって従五位に叙し、瑞宝小綬章を追贈した。

## 主な実績

### 島原商業時代
- 1974年度 全国高校サッカー選手権初出場、以後1983年度まで10大会連続出場（最高成績は勝矢寿延がいた1979年度のベスト8）
  - 1984年度 全国優勝（両校優勝）－小嶺が2年生まで指導した選手達による結果
- 1977年 インターハイ 優勝（メンバーに山田耕介 (前橋育英高校監督) や小林伸二ら）

### 国見高時代
インターハイ
- 1986年 優勝（1回目）
- 1987年 準優勝
- 1992年 3位
- 1993年 優勝（2回目）
- 1997年 3位
- 2000年 優勝（3回目）
- 2002年 準優勝
- 2003年 優勝（4回目）
- 2004年 優勝（5回目・連覇）

全日本ユース選手権
- 1989年 準優勝（※プレ大会）
- 1990年 3位
- 1991年 準優勝
- 1996年 3位
- 2001年 優勝（1回目）
- 2002年 優勝（2回目・連覇）

全国高校サッカー選手権
- 1986年 準優勝（初出場での快挙）
- 1987年 優勝（1回目）
- 1989年 3位
- 1990年 優勝（2回目）
- 1991年 3位
- 1992年 優勝（3回目）
- 1993年 準優勝
- 2000年 優勝（4回目）
- 2001年 優勝（5回目・連覇）
- 2002年 準優勝
- 2003年 優勝（6回目）
- 2004年 3位

※左の数字は年度を表している（高校選手権は1月上旬を中心に行われる）。高校選手権では、1974年から2006年まで小嶺の指導したチームが県代表として全国大会へ参加し続けた。唯一の例外は、1985年に国見を破って出場した平戸高校である（同校のGKは前川和也）。

### その他
- 1988年 長崎県民栄誉賞を受賞（第1号）
- 1993年 U-17世界選手権（日本開催） ベスト8進出（U-17日本代表監督として）
- 2000年 朝日スポーツ賞
- 2002年 天皇杯で第2種チームとして初の3回戦進出

## 著書
- 『国見発 サッカーで「人」を育てる』日本放送出版協会〈生活人新書〉、2004年8月10日。ISBN 978-4140881156。